# Малый Вагильский Туман
Ма́лый Ваги́льский Тума́н (Тондо́льский туман) — озеро в Гаринском районе Свердловской области России. Расположено в 0,5 км восточнее озера Большой Вагильский Туман.

## География
Площадь зеркала озера — 8,80 км², отметка уровня воды — 62,4 м, однако как площадь озера, так и другие параметры значительно меняются в зависимости от водности года и сезона: озеро расположено среди болот, и большая часть берега не имеет чёткой границы с окружающими болотами. Питание за счёт атмосферных осадков и вод поверхностного стока.
В озеро в северной части впадают реки Тондол и Усья, через южную часть протекает река Вагиль, вытекающая из озера Большой Вагильский Туман, отделённого от Малого перешейком. На этом перешейке на берегу озера ранее находилась деревня Заозёрная. В центральной части небольшой лесистый остров. Озеро сильно заросшее, берега заболочены.

## Фауна
На озере и в окрестных лесах обитает и встречается на пролёте большое количество водоплавающих и хищных птиц, поэтому оно предлагается к охране, как ключевая орнитологическая территория — озёрный комплекс «Большой и Малый Вагильский Туман». В частности, там обитают занесённые в Красные книги России и Свердловской области: краснозобая казарка, скопа, орлан-белохвост, и другие. Там же находится одно из наиболее важных в Свердловской области мест гнездования коростеля. Водится ондатра. Рыба: щука, карась, чебак, налим. Из реки Тавда в реку Вагиль заходит нельма, встречаются также ёрш, елец.

## Данные Государственного водного реестра
По данным Государственного водного реестра России и геоинформационной системы водохозяйственного районирования территории РФ, подготовленной Федеральным агентством водных ресурсов, озеро относится к Иртышскому бассейновому округу, речной бассейн — Иртыш, речной подбассейн — Тобол (российская часть бассейна), Водохозяйственный участок — Тавда от истока до устья без р. Сосьва от истока до в/п д. Морозково. Код водного объекта: 14010502511111200012374.